# Unité urbaine de Montescourt-Lizerolles
L'unité urbaine de Montescourt-Lizerolles est une unité urbaine française centrée sur Montescourt-Lizerolles, commune du nord-ouest du département de l'Aisne.

## Situation géographique
L'unité urbaine de Montescourt-Lizerolles est située dans le sud-ouest du département de l'Aisne, dans l'arrondissement de Saint-Quentin. Elle est située à l'ouest de la région Grand Est et au nord de l'Île-de-France, dans la région des Hauts-de-France.
Traversée par la route départementale 1 à l'est, Montescourt-Lizerolles est le centre urbain principal de sa petite agglomération.
Elle est située à 12,5 km de Saint-Quentin, sous-préfecture de l'arrondissement, à 32 km de Laon, préfecture du département de l'Aisne.

## Données générales
En 2020, selon l'INSEE, l'unité urbaine de Montescourt-Lizerolles est composée de deux communes, toutes situées dans le département de l'Aisne, plus précisément dans l'arrondissement de Saint-Quentin.
En 2022, avec 2 805 habitants, elle constitue la dix-neuvième unité urbaine du département de l'Aisne, se classant loin après les unités urbaines de Saint-Quentin (1er rang départemental) et de Soissons (2e rang départemental) et de Laon (3e rang départemental). Elle est la neuvième petite unité urbaine du département, derrière celle de Fère-en-Tardenois et de Fresnoy-le-Grand mais elle devance celle de Villeneuve-sur-Aisne et du Nouvion-en-Thiérache dans le département de l'Aisne.
En 2022, sa densité de population qui s'élève à 148 hab/km2 en fait une unité urbaine densément peuplée mais nettement moins élevée que celles de Saint-Quentin (1 281 hab/km2) et de Soissons (766 hab/km2).

## Délimitation de l'unité urbaine de 2010
En 2020, l'INSEE a procédé à une révision des délimitations des unités urbaines de la France ; celle de Montescourt-Lizerolles a conservé son périmètre de 2010. Lors de la précédente révision en 2010, elle n'a reçu aucune modification par rapport zonage de 1999 et compte deux communes urbaines.

### Liste des communes
La liste ci-dessous comporte les communes appartenant à l'unité urbaine de Montescourt-Lizerolles selon la nouvelle délimitation de 2020 et sa population municipale en 2022 :
| Code Insee | Nom                    | Type         | Superficie (km2) | Population (hab.) | Densité (hab./km2) |
| ---------- | ---------------------- | ------------ | ---------------- | ----------------- | ------------------ |
| 02397      | Jussy                  | Banlieue     | 13,37            | 1 186             | 88,7               |
| 02504      | Montescourt-Lizerolles | Ville-centre | 6,29             | 1 619             | 257,4              |

## Évolution démographique
L'unité urbaine de Montescourt-Lizerolles affiche une évolution démographique contrastée. Après avoir connu une baisse de sa population jusqu'en 1982, où elle compte 2 679 habitants, elle connait un regain démographique pour atteindre 2 913 habitants en 2012, même si elle connait une baisse marginale en 2017 avec 2 908 habitants.
| 1968  | 1975  | 1982  | 1990  | 1999  | 2007  | 2012  | 2017  |
| ----- | ----- | ----- | ----- | ----- | ----- | ----- | ----- |
| 2 908 | 2 910 | 2 679 | 2 707 | 2 765 | 2 898 | 2 913 | 2 908 |